# Josef Forster (Gewerkschafter)
Josef Forster (* 23. Juni 1876 in Bamberg; † 10. Dezember 1961 in Ost-Berlin) war ein deutscher kommunistischer Gewerkschaftsfunktionär und Widerstandskämpfer gegen das NS-Regime.

## Leben
Forster besuchte sieben Jahre die Volksschule und erlernte das Dreherhandwerk. Danach ging er auf Wanderschaft. 1893 wurde er Mitglied der SPD und des Deutschen Metallarbeiter-Verbandes (DMV), in dem er im Laufe der Zeit mehrere Funktionen übernahm. 1917 trat er der Unabhängigen Sozialdemokratischen Partei Deutschlands (USPD) bei. Durch den Übertritt des linken Flügels der USPD zur Kommunistischen Partei Deutschlands (KPD) wurde Forster Ende 1920 Mitglied dieser Partei.
Von 1913 bis 1929 war Forster Mitglied der Branchenkommission der Berliner Dreher, die er von Anfang der 1920er-Jahre bis 1929 leitete. Deshalb war er auch über Jahre hinweg Angestellter des Berliner DMV. Als Repräsentant der Berliner DMV-Dreherbranche bekannte sich Forster Anfang 1929 zur Revolutionären Gewerkschafts-Opposition (RGO). Viele Mitglieder dieser Branche teilten seine Auffassung, weshalb ein erheblicher Teil der kommunistisch orientierten Dreher im Sommer 1929 aus dem Berliner DMV ausgeschlossen wurde. Auch Forster wurde als Leiter der Branche aus dem DMV ausgeschlossen. Danach leitete er die vom DMV abgespaltene selbständige Drehervereinigung, die sich Deutscher Metallarbeiterverband – Branche der Eisen-, Revolverdreher, Dreherinnen und Rundschleifer (Opposition) nannte und in der mehrere hundert Mitglieder auf lokaler Ebene organisiert waren. Ende 1930 beteiligte sich Forster im Rahmen dieser Vereinigung an der Gründung des Einheitsverbandes der Metallarbeiter Berlins (EVMB), dem sich viele Dreher anschlossen. Forster war Mitglied des engeren Vorstand des EVMB und wurde zum „Kassierer“ gewählt. Er galt als eine der wichtigsten Personen beim Aufbau des EVMB. Zudem hatte er Funktionen in der KPD inne.
Nach der Machtergreifung der Nationalsozialisten wurde Forster Anfang März 1933 verhaftet und misshandelt. Seine Wohnung wurde von den Verfolgern mehrmals durchsucht und ein Teil seines Eigentums beschlagnahmt. Am 16. April 1937 nahm die Gestapo Forster erneut fest. Im Anschluss war er für mehrere Wochen im KZ Sachsenhausen inhaftiert. Nach seiner Entlassung engagierte sich Forster im Widerstand gegen das NS-Regime. Unter anderem war er in der Widerstandsgruppe um Robert Uhrig aktiv. Später gehörte er zum weiteren Kreis der Saefkow-Jacob-Bästlein-Organisation.
Nach Ende des Zweiten Weltkrieges war Forster beim Ernährungsamt in Berlin-Prenzlauer Berg tätig. Er übernahm Funktionen in der SED.